# 何晔晖
何晔晖（1954年10月—），女，黑龙江讷河人，中华人民共和国政治人物。

## 生平
何晔晖毕业于吉林大学法律系法律专业，获法学士学位。进入最高人民检察院任职后，起初担任书记员。1990年6月28日，获第七届全国人民代表大会常务委员会第十四次会议任命为最高人民检察院检察员。1999年10月，获第九届全国人民代表大会常务委员会第十二次会议任命为最高人民检察院检察委员会委员。2003年4月26日，被第十届全国人民代表大会常务委员会第二次会议免去最高人民检察院检察委员会委员、检察员职务。在最高人民检察院工作期间，曾任最高人民检察院刑事申诉厅厅长。
2003年3月，何晔晖当选为第十届全国人大常委会委员、全国人大内务司法委员会委员。2003年8月，被任命为全国人大内务司法委员会主任委员助理。2004年10月27日，和李连宁、孙伟同时获第十届全国人大常委会第十二次会议任命为全国人大常委会副秘书长。同时她还出任全国人大机关党组成员。2008年3月，任第十一届全国人大常委会委员，全国人大内务司法委员会委员，全国人大常委会副秘书长、机关党组成员。2008年4月，任第十一届全国人大常委会代表资格审查委员会副主任委员。2008年10月17日，中国工会十五大在北京开幕，大会选举他出任主席团委员。2013年3月，任第十二届全国人大常委会委员、全国人大常委会副秘书长、机关党组成员。2015年7月1日，第十二届全国人民代表大会常务委员会第十五次会议免去何晔晖的全国人大常委会副秘书长职务，任命何晔晖为第十二届全国人民代表大会内务司法委员会副主任委员。
何晔晖是第十届、十一届、十二届全国人大常委会委员。